# Jægerdorffsplatsen

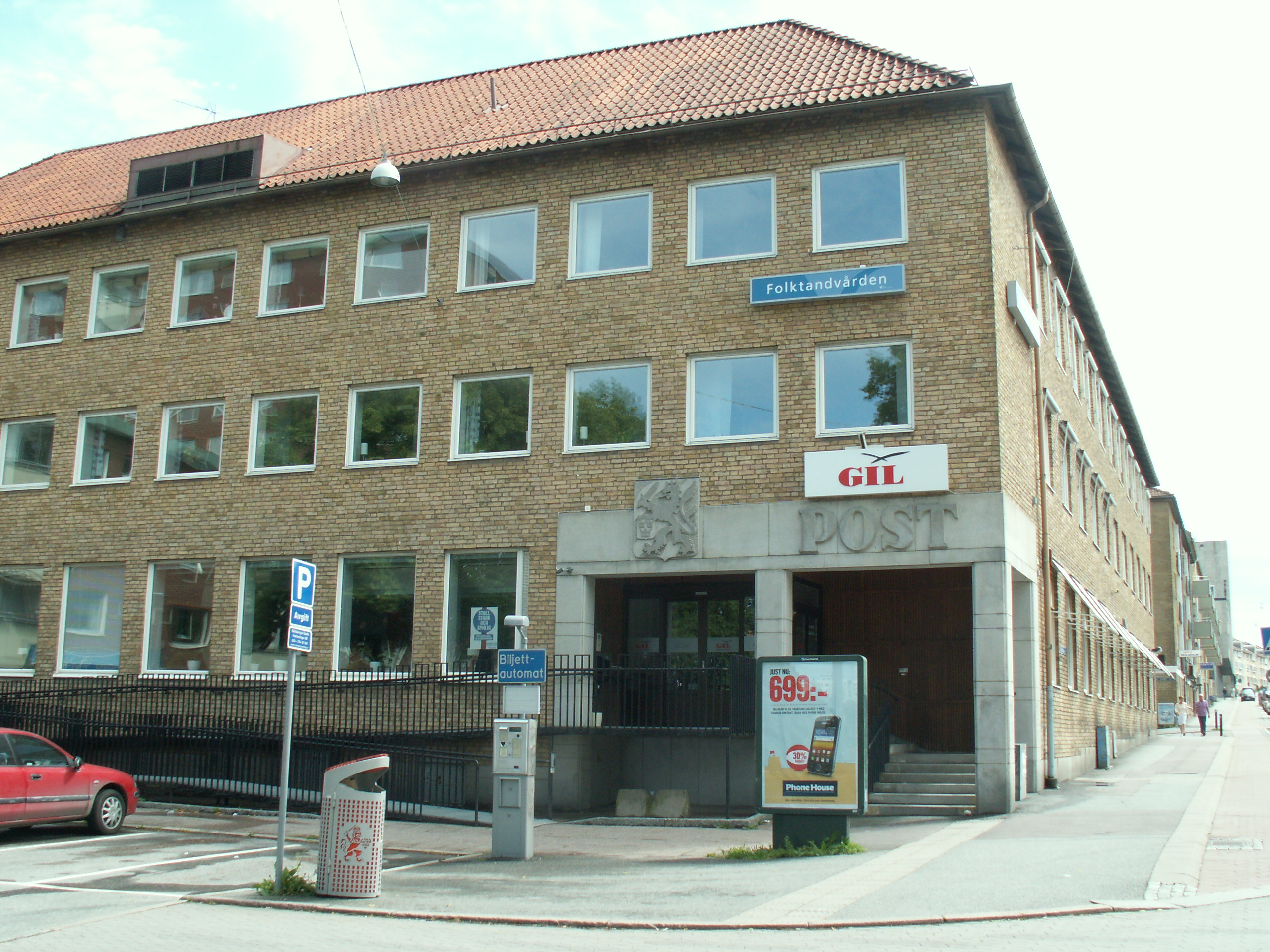
Fastigheten Jägersdorf låg fram till 1941 på Jægerdorffsplatsen 3, då postfastigheten uppfördes där.

Jægerdorffsplatsen är ett cirka 3 000 kvadratmeter stort torg i stadsdelarna Kungsladugård och Majorna i Göteborg. Den del av torget som går från Slottsskogsgatan och åt nordost ligger i Majorna, då stadsdelsgränsen går i Slottsskogsgatan. Torget avgränsas av Karl Johansgatan i nordväst samt av Gröna gatan och Kustroddaregatan i sydost. Det har sitt namn efter en ostpreussisk by känd för Slaget vid Gross-Jägersdorf under Sjuårskriget.

## Historik
Den dåvarande stadsingenjören i Göteborg Hans Wilhelm Brandel gjorde 1876 upp en stadsplan för området från Kungsladugård till Järntorget. Planen följde den tidens ideal med ett rutnätsmönstrat gatusystem, men kom inte att förverkligas förrän 40 år därefter, då stadsarkitekten i Göteborg Albert Lilienberg 1916 presenterade en ny stadsplan för området, då också ett torg ritades in. En av de tidigast bebyggda gatorna i Majorna var Slottsskogsgatan, med en låg trähusbebyggelse som 1917-37 revs då kvarteren med landshövdingehus uppfördes. Kvarteret med landshövdingehus i torgets sydvästra del heter 1:a kv Blåklinten och uppfördes 1917-30, varav byggnaderna mot Jægerdorffsplatsen kom till 1930 och ritades av Gunnar L. Peterson och H. Larsson. Kvarteret i den nordöstra delen heter Kv 3 Kungsgården.
Torget fick sitt namn 1918 efter lägenheten 57 Jägersdorf i Majornas första rote, som låg på platsen för nuvarande posthuset (Jægerdorffsplatsen 3) i Kvarteret 41 Jaegerdorf, med adress Slottsskogsgatan som då hade en något ostligare sträckning. Del av Slottsskogsgatan uppgick 1932 i Stubbeledsgatan. År 1786 uppfördes trähuset i ett och ett halvt plan, och då det stod på ofri grund fick innehavaren erlägga ett årligt arrende. Vid rivningen fann man att huset uppförts i två etapper. Den södra halvan av grovt timmer, var tydligen den äldsta. Den av plank uppförda norra halvan, ansågs ha tillkommit senare. Det lilla rödmålade huset, som en tid var överväxt med murgröna, var under de sista åren det enda kvarliggande på den västra sidan av den gamla Slottsskogsgatan och utgjorde med sin täppa ett vackert inslag i gatubilden. Speciellt då de intilliggande byggnaderna undanröjts och sikten blivit fri.
Marken friköptes i mitten av 1800-talet - då detta blev möjligt - för 30 kronor i lösensumma. Arrendet var 3 kronor per år. Majornas ursprungliga bebyggelse går att spåra till de sju hus som var uppförda på det område som idag motsvarar Jaegerdorffsplatsen, eller strax norr om denna. Området kallades för "Lera" långt in på 1900-talet.

## Namnhistorik
Namnet förekommer första gången i 1786 års mantalslängd och är ursprungligen tyskt med betydelsen 'Jägarbyn'. Det har med säkerhet samband med slaget vid byn Jägersdorf i Ostpreussen den 30 augusti 1757 under Sjuårskriget. Slaget innebar motgångar för preussarna mot ryssarna, fransmännen och österrikarna, och den 22 september 1757 gick Sverige med i kriget mot Preussen, med förhoppning om att vid krigets slut återfå de tidigare områdena i Pommern. Namnet kan antingen ha tagits som ett uttryck för de revanschkänslor som fanns vid den tiden, eller till följd av personliga minnen av slaget. Namnet har troligen initierats av landshövdingen Anders Rudolf du Rietz, som var landshövding i Göteborg 1772–1790 och som major vid Södermanlands regemente hade deltagit i kriget.
Namnberedningens förslag Jægerdorffsplatsen efter "fastigheten Jægerdorff" diskuterades länge i stadsfullmäktige, och bland annat yrkades på namnet Jägersplatsen. Det fastställda namnet är historiskt oriktigt, då fastigheten hette Jägersdorf eller Jägersdorff och det är den stavningen som återfinns i de flesta beläggen. Än idag (2012) ger namnet upphov till reaktioner, sålunda ger "Jægerdorffsplatsen" 11 träffar i Mediearkivet, medan den felaktiga stavningen "Jaegerdorffsplatsen" ger hela 370 träffar.

## Fastigheter och hus
du Rietz upplät 1786 torplägenheten till "wagtaren Esckel Swensson" (född 1738) och fick beteckningen N:r 288 Jägersdorff i jordeboken. Arealen uppgick till 635,7 kvadratmeter, med "mager och cultivabel jord." Arrende skulle årligen utgå med 3 riksdaler 16 skilling banco. Någon gång före 1820 styckades lägenheten i två tomter, varav den norra fick beteckningen 'n:r 288 A' (senare stadsägan n:r 7589), och den södra betecknades 'n:r 288 B' (senare stadsägan n:r 7590). Den norra med 470 kvadratmeter och den södra med 165,7 kvadratmeter. Grundlegan skulle för dessa båda utgå med 6 1/2 respektive 3 1/2 mandagsverken.
Byggnaden Majornas 1 rote nr. 5 tycks hela tiden ha varit i samma släkts ägo. Den första ägaren var Eskil Svensson (1735-1808), som var gift med Maja Lisa Görgensdotter Düring. Av deras sex barn blev det tredje i ordningen, dottern Christina (1788-1869) jämte sin make, sjömannen Gustaf Sundin, ägare till huset. Mannen avled tidigt, och änkan gifte 1838 om sig med varvstimmermannen Anders Larsson, som även han gick bort tidigt. Hon förblev nu i änkeståndet till sin död 1869. I sitt första äktenskap hade hon sonen Johan Fredrik, gift med Christina Laurentia Hallberg (1825-1851). Hon avled efter att några dagar tidigare fött sonen Frans Emil (1850-1940). Sedan dennes far gått bort i gula febern 1852, upptogs han av farmodern och efter henne blev sonsonen Frans Emil Sundin den siste ägaren i släkten av Majornas 1 rote nr. 57.
I mitten av 1860-talet skatteköptes n:r 288 B av änkan Magdalena Owen, då innehavare av tomträtten, som därmed fick lagfart på sin tomtplats den 20 februari 1867. Tjugofem år senare friköptes n:r 288 A av stuveriförmannen Frans Emil Sundin, lagfart den 14 mars 1892. På så vis överfördes tomterna från krono till skatte i kronans handlingar. Vid skatteköpen beräknades köpeskillingen lika med grundlegan för 10 år efter ett belopp av 94 öre per mansdagsverke. Alltså erlades för n:r 288 A en summa av 61 kronor och 10 öre och för 288 B, 32 kronor och 90 öre. Genom dessa skatteköp tillorsäkrades ägarna, deras barn, arvingar och rättsinnelhavare rätt till berörda lägenheter "med allt vad därtill nu lyder, med rätta ligga bör eller lagligen tillvinnas kan, att äga och bruka med de i lag och författningar stadgade villkor". Dock skulle ägarna vara underkastade den "förändrade reglering av f. d. Kungsladugårdens tomter och lägenheter, som av plan för platsens mera regelbundna bebyggande och ordnande prövats eller prövas nödig".
Efter 1857 års nya nummerindelning fick stadsägan n:r 7589 beteckningen 'Majornas I rote n:r 57'. Då huset revs 1941 fann man att det uppförts i två etapper. Den södra halvan var den äldsta och byggd av grovt timmer. När den av plank uppförda norra halvan byggdes är inte känt. Det rödmålade, lilla huset var under de sista åren det enda kvarvarande på den västra sidan av dåvarande Slottsskogsgatan. Efter att byggnaderna intill rivits var det ett vackert inslag i gatubilden. Fastigheten har troligen varit i samma släkts ägo under hela tiden. Dottern till förste ägaren Eskil Svensson (ovan), Christina Sundin (1788-1869) med make blev nästa ägare. Hennes son i första äktenskapet, Johan Fredrik Larsson (1820-1852), fick 1850 sonen Frans Emil Sundin som upptogs som föräldralös av farmodern. Efter hennes död blev han ägare till fastigheten. Strax före sin död den 25 mars 1940, avyttrade han fastigheten.
Huset på 'Majornas I rote n:r 58' uppfördes troligen 1856, direkt söder om 'n:r 57'. Det låg på ofri grund, då tomten tillhörde ägaren av 'n:r 57' och revs i slutet av 1930-talet. 'Majornas I rote n:r 59' (då tomtplats n:r 288B) bebyggdes på 1810-talet, med tiden i två våningar. Huset revs 1934 efter att staden löst in fastigheten.

## Omgivningar
Ända fram på 1930-talet dominerades området av trädgårdsmästare Dahls plantskola och blomsterodlingar, dolda bakom ett högt plank. Mynningen på Slottsskogsgatan låg då ett tjugotal meter längre österut. På tomten Nordstjernan låg Hörnbergska gården med beteckningen första roten, nr 97.  Torget blev tidigt något av ett köpcentrum med ett par speceriaffärer. "Långe Jacks" speceriaffär låg något mera västerut. Klingstrands tobakshandel och en sybehörsaffär fanns här, samt en konfektyraffär vilka sålde Axel Forsbergs Choklad- och Konfektfabriks produkter, som hade sin verksamhet vid Karl Johansgatan 106.

## Trafik
Den elektriska spårvagnen kom 1902 till Majorna och den då nyuppförda vagnhallen vid Slottsskogsgatans mynning, ungefär vid nuvarande Jægerdorffsplatsen. Hallen blev garage för trådbussarna 1940 och för dieselbussar 1964. År 1973 revs den. Trådbussen gick i trafik sträckan Järntorget-Jaegerdorffsplatsen från den 2 oktober 1940 till november 1964. Torget hade då en egen "trådbusshållplats". "M" var namnet på linjen fram till maj 1946. Oscar Johansson drev linjen från maj 1931 till oktober 1936, varefter Spårvägen tog över och körde med bensinbussar fram till 1940. Linjen ändrade beteckning till "36" i juni 1946. Idag (2015) kör spårvagnslinjerna 3 och 9 från centrala Göteborg västerut via hållplats Jægerdorffsplatsen. Där passerar även vissa busslinjer.
Cirka 100 meter nordväst om Jægerdorffsplatsen ligger trafikplatsen Jægerdorffsmotet, som en del av Oscarsleden. Den 15 februari 1968 beslöts att etapp 2 av Oskarsgatan mellan Jægerdorffsplatsen och Djurgårdsgatan skulle utföras till en kostnad av drygt åtta miljoner kronor.